# Marcipa bullifera
Marcipa bullifera là một loài bướm đêm trong họ Erebidae.